# Stietenöd

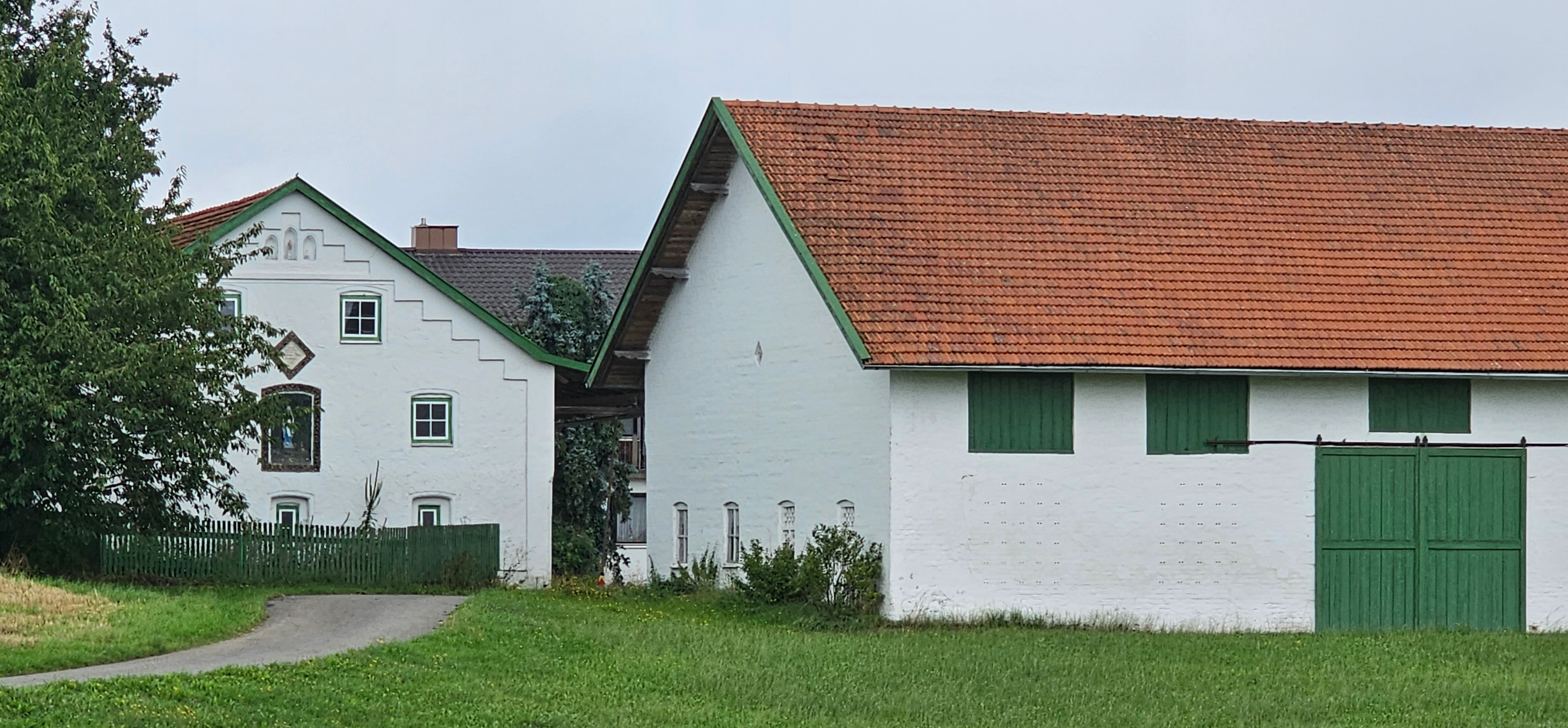
Stietenöd, Wirtschaftsgebäude, 2023

Stietenöd ist ein Gemeindeteil des Marktes Velden im niederbayerischen Landkreis Landshut.

## Lage
Die Einöde Stietenöd liegt drei Kilometer südlich von Velden in der Gemarkung Babing oberhalb des Kothlehener Bachs.

## Bevölkerungsentwicklung
Um 1871 gab es in Stietenöd neun Einwohner. Im Mai 1987 lebten dort acht Einwohner in zwei Wohngebäuden.
| Jahr      | 1871 | 1925 | 1950 | 1970 | 1987 |
| Einwohner | 9    | 10   | 17   | 9    | 8    |